# Paläozän/Eozän-Temperaturmaximum
Das Paläozän/Eozän-Temperaturmaximum (PETM) vor etwa 55,8 Millionen Jahren war eine nach geologischen Maßstäben sehr kurze, aber extreme Erwärmungsphase, deren Dauer je nach wissenschaftlicher Analyse auf 170.000 bis 200.000 Jahre veranschlagt wird. Der damalige globale Temperaturanstieg erfolgte auf der Basis eines bereits vorhandenen Warmklimas und war mit einem stark erhöhten Eintrag von Treibhausgasen in die Erdatmosphäre und Weltmeere verbunden. Während des PETM stieg die globale Temperatur innerhalb von wahrscheinlich 4.000 Jahren um durchschnittlich 6 °C (nach anderen Studien kurzzeitig um bis zu 8 °C) von etwa 18 °C im späten Paläozän auf mindestens 24 °C am Beginn des Eozäns, wobei eine neuere Analyse erheblich höhere Werte veranschlagte.
Die Wärmeanomalie an der Paläozän-Eozän-Grenze war mit einem ausgeprägten Konzentrationsabfall des stabilen Kohlenstoffisotops 13C verknüpft. Dies deutet darauf hin, dass sich am Beginn des PETM eine große Menge an 13C-abgereichertem Kohlenstoff in Atmo- und Hydrosphäre verteilte. Inzwischen liefern verschiedene Sedimentproben und Isotopenuntersuchungen aussagekräftige Erkenntnisse über die veränderten Umweltbedingungen sowohl in tropischen als auch in den höheren Breiten der nördlichen und südlichen Hemisphäre. Auf diese Weise konnte zum Beispiel durch das Verhältnis der Kohlenstoff-Isotope 13C und 12C ein deutlicher Vegetationsrückgang in Verbindung mit ausgeprägten Dürreperioden während der Wärmeanomalie nachgewiesen werden.
In den Geowissenschaften und besonders in der Paläoklimatologie wird das PETM häufig unter dem Aspekt analysiert, welche Auswirkungen ein massiver, auf wenige Jahrtausende beschränkter Kohlenstoffeintrag in das Klimasystem hat. Dabei werden oft Vergleiche zu den gegenwärtigen anthropogenen Kohlenstoffdioxid-Emissionen und dem Anstieg ihrer Konzentration in der Erdatmosphäre (siehe: Kohlenstoffdioxid in der Erdatmosphäre) gezogen.

## Dauer der Erwärmungsphase
Über den benötigten Zeitraum vom Beginn der Erwärmung bis hin zur Erreichung des Temperaturmaximums gibt es in der Wissenschaft eine Reihe unterschiedlicher und zum Teil widersprüchlicher Angaben. Während bis vor kurzem eine „Anlaufzeit“ von rund 18.000 Jahren als realistischer Wert angesehen wurde, beruft sich eine im Jahr 2013 erschienene Publikation auf eine Sedimentfolge im Marlboro-Ton des Salisbury Embayments, die nach Isotopenmessungen eine Freisetzung von 3.000 Gigatonnen Kohlenstoff in nur 13 Jahren nahelegt. Diese These fand in der wissenschaftlichen Literatur jedoch kaum Unterstützung und führte zu mehreren kritischen Stellungnahmen. Die Autoren einer im März 2016 erschienenen Studie veranschlagten die Dauer der Erwärmungsphase aufgrund eines Abgleichs zwischen der Kohlenstoff-Signatur δ13C und der Sauerstoff-Signatur δ18O auf annähernd 4.000 Jahre. Demnach verlief der jährliche Kohlenstoffeintrag in einer Größenordnung von 0,6 bis 1,1 Gigatonnen parallel zur damit gekoppelten Erwärmung. Da das thermisch relativ träge Klimasystem einschließlich der Ozeane ohne signifikante Verzögerung auf den Anstieg der atmosphärischen Treibhausgas-Konzentration reagierte, wird eine innerhalb weniger Jahre stattgefundene Kohlenstoff-Injektion ausgeschlossen.
Neuere Untersuchungen scheinen die Annahme zu belegen, dass sich während eines globalen Warmklimas auch die Klimasensitivität entsprechend erhöht. Für das PETM wird unter Einbeziehung aller kurz- und langfristig wirksamen Rückkopplungsfaktoren eine Klimasensitivität im Bereich von 3,7 bis 6,5 °C postuliert.
Nach dem Abflauen des PETM und einer längeren „Erholzeit“ (englisch Recovery phase) kam es 2 Millionen Jahre später mit dem Eocene Thermal Maximum 2 (ETM-2, 53,6 mya) zu einer weiteren starken Klimaerwärmung mit einer Dauer von ebenfalls maximal 200.000 Jahren. Dieser schlossen sich im Zeitraum vor 53,3 bis 52,8 Millionen Jahren drei kürzere und schwächer ausgeprägte Wärmeanomalien an.

## Klimatische und biologische Folgen des PETM

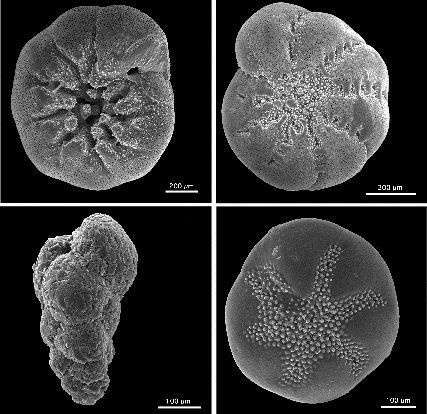
Schalen benthischer (= am Meeresboden lebender) Foraminiferen aus Nordamerika

Verschiedene Untersuchungen belegen, dass die Ozeane während des PETM erhebliche Wärmemengen speicherten. Für subpolare Gewässer (westliche sibirische See) wurden 27 °C ermittelt, und Sedimentbohrkerne aus der Küstenregion vor Tansania belegen Temperaturen bis maximal 40 °C. Dies bewirkte in Verbindung mit einem erheblichen Input von Kohlenstoffdioxid eine Versauerung der Meere bis in tiefere Schichten und die Entstehung anoxischer Milieus. Insgesamt kam es in den Meeren im Verlauf des PETM zu einer Entwicklung, die zumindest im Ansatz starke Ähnlichkeit mit einem Ozeanischen anoxischen Ereignis aufwies. Begünstigt wurde dieser Prozess durch eine deutliche Abschwächung beziehungsweise Verlagerung der Tiefenwasserströmungen sowie durch die erhöhte Einschwemmung festländischer Verwitterungsprodukte in die Ozeane aufgrund rasch verlaufender Erosionsvorgänge. Darüber hinaus stieg im Verlauf des Temperaturmaximums der Meeresspiegel aufgrund der thermischen Expansion (Wärmeausdehnung) des Ozeanwassers um 3 bis 5 Meter. Eisschilde, die hätten abschmelzen können, gab es nicht.
Auch wenn der klimatische Ausnahmezustand des PETM nach erdgeschichtlichem Maßstab nur von kurzer Dauer war, beeinflusste er nachhaltig die Biodiversität und Paläoökologie des gesamten Planeten. Die Ausdehnung der tropischen Klimazone bis in höhere Breiten führte zu weiträumigen Migrationsbewegungen von Flora und Fauna. Obwohl bei steigenden Temperaturen der Wasserdampfgehalt der Luft und damit die Niederschlagsneigung zunehmen, herrschte während des PETM in vielen Gebieten offenbar ein arides Klima, verbunden mit einer Abnahme der Pflanzenvielfalt einschließlich der Ausbildung von Trockenstress-Symptomen. Es wird angenommen, dass polarnahe Regionen eine erhöhte Niederschlagsintensität verzeichneten, im Gegensatz dazu traten Dürreperioden vor allem in den Subtropen auf.
Schnelle morphologische Veränderungen und evolutionäre Anpassungen geschahen nicht nur in terrestrischen Habitaten, sondern vielfach auch im Ozean. Hier kam es zu einem Massensterben der benthischen Foraminiferen mit einem Artenschwund zwischen 30 und 50 Prozent, mit hoher Wahrscheinlichkeit bedingt durch die Erwärmung der tieferen ozeanischen Schichten um etwa 4 bis 5 °C und einem damit verbundenen Sauerstoff-Defizit. An der Destabilisierung der marinen Biotope hatte darüber hinaus die Versauerung des Meerwassers mit einer relativ starken Abnahme des pH-Werts entscheidenden Anteil. Davon in Mitleidenschaft gezogen, jedoch nur partiell vom Aussterben bedroht waren in der Tiefsee angesiedelte Organismen (Seeigel, Muscheln, Schnecken) sowie nahezu alle Planktongruppen.
Der meridionale Temperaturgradient (das Temperaturgefälle vom Äquator zu den Polargebieten) war zur Zeit des PETM erheblich flacher als im übrigen Känozoikum. Dies gilt auch für die oberflächennahen Regionen der Ozeane. Die Temperaturdifferenz der Meere zwischen äquatorialen und polaren Bereichen betrug über große Teile des Paläozäns 17 °C (gegenwärtig: 22 °C) und verringerte sich während des PETM auf 6 °C.S. 436 Dadurch herrschte in den Polargebieten ein warm-gemäßigtes Klima.
Auf die rasch zunehmende Erwärmung reagierten einige Familien und Gattungen der Säugetiere mit einer deutlichen Tendenz zur Kleinwüchsigkeit (englisch Dwarfing). Dies betraf sowohl räuberische Lebensformen wie die ausgestorbenen Creodonta und Oxyaenidae als auch die frühen Vertreter der Pferdeverwandten. Darüber hinaus konnte anhand von Ichnofossilien nachgewiesen werden, dass sich kleinere Lebensformen (zum Beispiel Insekten oder Würmer der Klasse Clitellata) ebenfalls den veränderten Umweltbedingungen anpassten und bis zu 46 Prozent ihrer ursprünglichen Größe einbüßten. Als Gründe für die Reduzierung der Körpermaße gelten die mit dem extremen Warmklima einhergehenden Dürreperioden und der dadurch bedingte Mangel an ausreichender Nahrung mit entsprechender Rückwirkung auf Pflanzenfresser und indirekt auf Carnivoren. Zusätzlich begünstigten der unmittelbare Einfluss des tropischen Klimas sowie stark schwankende Niederschlagsraten laut mehreren Studien phänotypische Reaktionen beziehungsweise mikroevolutionäre Veränderungen im Hinblick auf das Größenwachstum.
Eine Tendenz zur „Verzwergung“ erfasste auch viele marine Arten, darunter die Ostrakoden (Muschelkrebse). Speziell diese Entwicklung resultierte sehr wahrscheinlich aus der Erwärmung und Versauerung der Tiefseeregionen und einer damit verknüpften Störung der Remineralisierungsprozesse von organischem Kohlenstoff. Vergleichbare, aber etwas weniger ausgeprägte biologische Entwicklungen wurden für die Dauer des nachfolgenden Eocene Thermal Maximum 2 ebenfalls festgestellt.

## Mögliche Ursachen und damit verbundene Mechanismen
| ❮ | System          | Serie    | Stufe      | ≈ Alter (mya) |
| ❮ | später          | später   | später     | jünger        |
| - | --------------- | -------- | ---------- | ------------- |
| ❮ | P a l ä o g e n | Oligozän | Chattium   | 23,03 ⬍ 28,1  |
| ❮ | P a l ä o g e n | Oligozän | Rupelium   | 28,1 ⬍ 33,9   |
| ❮ | P a l ä o g e n | Eozän    | Priabonium | 33,9 ⬍ 38     |
| ❮ | P a l ä o g e n | Eozän    | Bartonium  | 38 ⬍ 41,3     |
| ❮ | P a l ä o g e n | Eozän    | Lutetium   | 41,3 ⬍ 47,8   |
| ❮ | P a l ä o g e n | Eozän    | Ypresium   | 47,8 ⬍ 56     |
| ❮ | P a l ä o g e n | Paläozän | Thanetium  | 56 ⬍ 59,2     |
| ❮ | P a l ä o g e n | Paläozän | Seelandium | 59,2 ⬍ 61,6   |
| ❮ | P a l ä o g e n | Paläozän | Danium     | 61,6 ⬍ 66     |
| ❮ | früher          | früher   | früher     | älter         |

Die Entdeckung der Wärmeanomalie des PETM ist relativ jungen Datums und geschah eher zufällig gegen Ende der 1980er-Jahre. Die ursprüngliche Zielsetzung der daran beteiligten Forscher lautete, im Rahmen des Ocean Drilling Program anhand von Sedimentproben genauere Daten über das Massenaussterben an der Kreide-Paläogen-Grenze zu sammeln.S. 435 Bei der Analyse der Bohrkerne, die auch die Zeit des Paläozän-Eozän-Übergangs einschloss, wurden Hinweise auf eine abrupte Erwärmung der damaligen Tiefsee vor rund 56 Millionen Jahren gefunden. In wissenschaftlicher Form publiziert wurden die neuen Erkenntnisse erstmals 1991 in der Fachzeitschrift Nature.
In den Jahrzehnten danach entwickelte sich das Paläozän/Eozän-Temperaturmaximum zu einem der Schwerpunkte paläoklimatologischer Forschung, zumeist auf interdisziplinärer Basis und dokumentiert in mehreren tausend Studien. Viele Details zum Fragenkomplex des PETM konnten inzwischen relativ umfassend mithilfe von Isotopenanalysen und der Auswertung eines breiten Spektrums an Proxydaten geklärt werden. Für die Kernfrage nach der genauen Ursache des PETM steht die Antwort indes noch aus. Die folgenden Abschnitte beschreiben jene Hypothesen, die aktuell im Mittelpunkt der wissenschaftlichen Diskussion stehen.

### Plattentektonik und Vulkanismus
Als primäre Ursache für die abrupte Erwärmung am Beginn des PETM favorisieren mehrere Studien die Nordatlantische Magmatische Großprovinz (englisch North Atlantic Igneous Province, auch Thulean Plateau), die während der Bildung und Ausdehnung des Nordatlantiks entstand. Die magmatischen beziehungsweise vulkanischen Prozesse setzten bereits im unteren Paläozän ein (etwa 64 bis 63 mya), reichten in stark abgeschwächter Form bis in das frühe Miozän und verzeichneten mehrere erhöhte Aktivitätszyklen, unter anderem vor 57 bis 53 Millionen Jahren, wobei abwechselnd intrusive und effusive Phasen entlang der divergierenden Plattenränder auftraten. Die dabei aus dem Erdmantel aufsteigenden Flutbasalte besaßen eine Ausdehnung von ungefähr 1,3 bis 1,5 Millionen km² und bedeckten Teile von Grönland, Island, Norwegen, Irland und Schottland. Allerdings sind der Umfang sowie die genaue zeitliche Einordnung der vulkanischen Emissionen und ihre Auswirkungen auf das damalige Erdklimasystem immer noch umstritten und Gegenstand einer wissenschaftlichen Kontroverse. Während einige Arbeiten eine CO2-Freisetzung von mehreren tausend Gigatonnen aus vulkanischen Quellen innerhalb eines schmalen Zeitfensters postulieren, widersprechen andere Studien dieser Auffassung, indem sie betonen, dass das PETM hauptsächlich mit der Freisetzung von Methan in Verbindung steht.
Nach dieser Hypothese wurden durch die Ausdehnung des Nordatlantiks, eventuell in Verbindung mit Erdbeben und unterseeischen Hangrutschen, umfangreiche Methanhydrat-Vorkommen destabilisiert, worauf sich große Mengen des freigesetzten Gases in der Atmosphäre verteilten.

### Methan-Hypothese
In der Fachliteratur der letzten Jahrzehnte zirkulieren stark differierende Angaben von 300 bis weit über 2.000 ppm für die atmosphärische CO2-Konzentration unmittelbar vor Beginn des PETM. Neuere Studien berechneten einen Korridor zwischen 840 und maximal 1.680 ppm als wahrscheinlichste Größe, wobei für die Zeit des Temperaturmaximums eine CO2-Zunahme von nur wenigen hundert ppm postuliert wurde. Dem gegenüber wird auch die Auffassung eines Kohlenstoffdioxid-Anstiegs um etwa 70 Prozent im Vergleich zur Prä-PETM-Zeit vertreten. Doch selbst diese signifikante Steigerung kann den globalen Temperaturanstieg von 6 bis 8 °C nur zum Teil erklären. Allgemein wird in der Wissenschaft deshalb ein zusätzlicher Klimafaktor in Form einer Methan-Freisetzung aus unterseeischen Methanhydrat-Lagerstätten angenommen.
Im Ozean entsteht Methan durch den biochemischen Prozess der Methanogenese. Bei Übersättigung des Wassers mit Methan sowie unter hohem Druck und bei niedrigen Temperaturen kann das Gas zu metastabilem Methanhydrat kristallisieren, hauptsächlich an den Kontinentalsockeln ab einer Mindesttiefe von etwa 300 Metern. Die spezifischen Eigenschaften und die umfangreichen Lagerstätten von Methanhydrat führten in der Wissenschaft zu der weit verbreiteten Annahme, dass während des PETM instabil gewordene Methanhydrat-Reservoire große Mengen an Treibhausgas an die Atmosphäre abgaben und damit wesentlich zum Erwärmungseffekt beitrugen (wobei Methan in der Atmosphäre nur eine kurze Verweildauer beziehungsweise Halbwertszeit von 12 Jahren aufweist und durch den Sauerstoff zu Kohlenstoffdioxid und Wasser oxidiert wird). Diese relativ simple These hielt jedoch einer kritischen Überprüfung nicht in allen Punkten stand und wurde zu einem Gedankenmodell unter Einbeziehung alternativer kohlenstoffhaltiger Lagerstätten und Sedimentschichten erweitert („Seafloor-Hypothese“). Dabei musste berücksichtigt werden, dass der Kohlenstoff-Eintrag weniger in kurzzeitigen Schüben, sondern offenbar relativ kontinuierlich über Jahrtausende erfolgte.
Neue Unterstützung erhielt die Hypothese durch eine 2023 publizierte Studie, nach der vieles darauf hindeutet, dass das freigesetzte Methan aus hydrothermalen Quellen stammt. Da sich diese Quellen in seichten Gewässern befanden, konnte das Methan in die Atmosphäre gelangen und konnte nicht im Meerwasser gelöst werden.

### Impakt-Hypothese
Während der 22 Millionen Jahre des Eozäns ereignete sich eine überdurchschnittlich hohe Anzahl an Asteroiden- oder Kometeneinschlägen auf der Erde, wie zum Beispiel der Montagnais- oder der Chesapeake-Bay-Impakt. Diese Häufung war jedoch kein periodisches Ereignis im Sinne der Nemesis-Hypothese, sondern geschah laut einer 2017 veröffentlichten statistischen Analyse rein zufällig. Die Möglichkeit, dass Impakt-Ereignisse größeren Ausmaßes einen wesentlichen Einfluss auf das PETM und die folgenden Wärmeanomalien ausgeübt haben könnten, ist jedoch weitgehend inkonsistent mit dem vorliegenden Datenmaterial und gilt in der Wissenschaft als Außenseiter-These.

### Möglicher Einfluss der Milanković-Zyklen

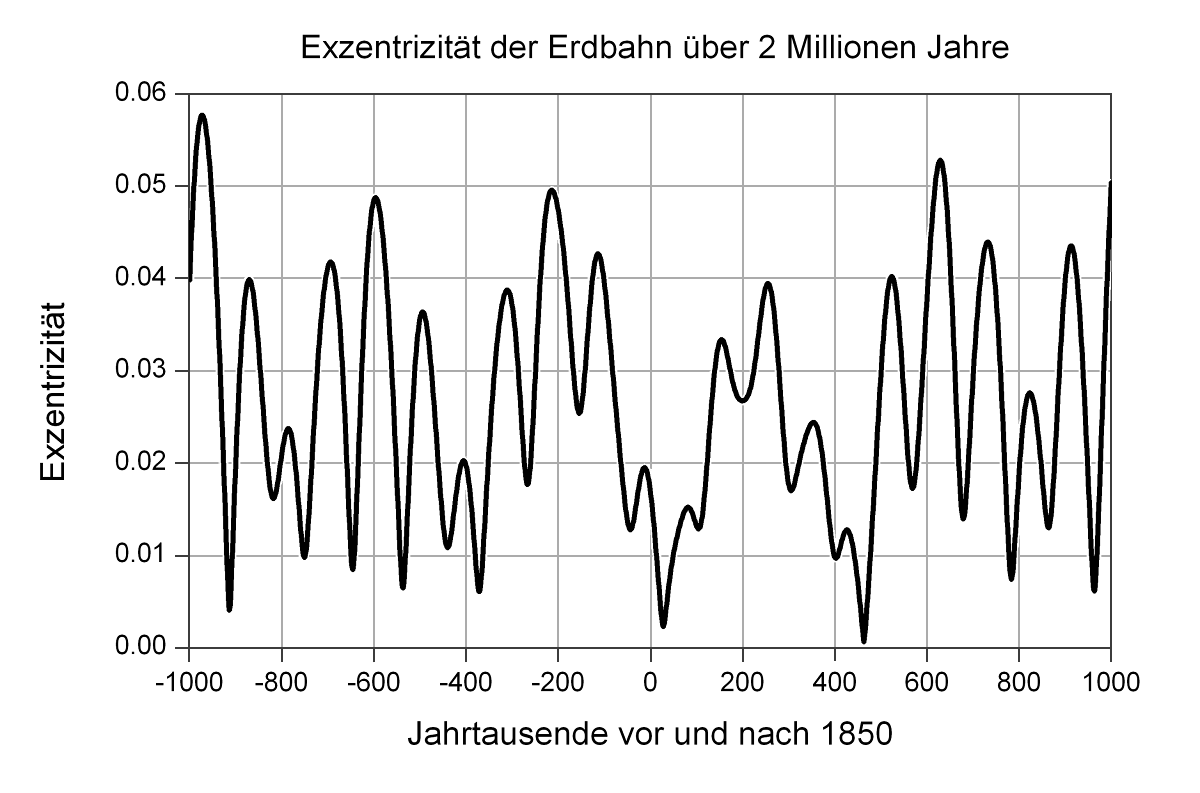
Langzeitdiagramm (2 Millionen Jahre) für die Exzentrizität der Erdbahn

Eine im Jahr 2012 veröffentlichte Studie hat die zyklischen Veränderungen der Erdbahnparameter als Ursache der eozänen Temperaturmaxima zur Grundlage.
Die Hypothese beruht auf der Voraussetzung, dass bei ausgeprägter Exzentrizität der Erdbahn und einer gleichzeitigen Maximalneigung der Erdachse der damit gekoppelte Erwärmungstrend dazu führte, dass vor allem in der Antarktis binnen kurzer Zeit enorme Mengen an Treibhausgasen aus tauenden Permafrostböden in die Atmosphäre gelangten.
Nach einer intensiven Warmklima-Phase, in der durch beschleunigte Verwitterungsprozesse ein Großteil des emittierten Kohlenstoffdioxids wieder gebunden wurde, kühlte die Erde langsam ab, ehe der von den Orbitalparametern gesteuerte Kreislauf erneut einsetzte.
Ob unter den klimatischen Bedingungen nahe der Paläozän-Eozän-Grenze (Ausdehnung subtropischer Klimazonen bis in höhere Breiten, flacher Temperaturgradient und Polare Verstärkung) antarktische Permafrostböden in nennenswertem Umfang existierten, erscheint nach derzeitigem Kenntnisstand fraglich. Ähnliches gilt für das polarnahe Festland im Norden. Belegte Abkühlungen der Südpolregion erfolgten erst im Zeitraum nach den Wärmeanomalien (52 mya) sowie verstärkt mit saisonalem Schneefall im Mittleren Eozän (41 mya). Dessen ungeachtet rückt eine möglicherweise zentrale Rolle der Milanković-Zyklen bei Klimawandelereignissen und speziell auf den Ablauf des Kohlenstoffzyklus zunehmend in den Fokus der Forschung.

### Sonderstellung des PETM
Auf der Suche nach einem widerspruchsfreien Modell des Paläozän/Eozän-Temperaturmaximums liegt ein Forschungsansatz eventuell darin, dass sich dem PETM und dem Eocene Thermal Maximum 2 in kurzem zeitlichem Abstand drei kürzere und weniger prägnante Wärmeanomalien anschlossen. Dies könnte ein Indiz für eine geophysikalische Konstellation sein, die sich in schwächer werdender Ausprägung innerhalb von knapp 3 Millionen Jahren mehrmals wiederholte. In den folgenden Serien des Känozoikums bis hin zur geologischen Gegenwart traten vergleichbare Ereignisse nicht mehr auf. Somit kommt dem frühen Eozän unter paläoklimatologischen Aspekten eine besondere Bedeutung zu.
Das Ypresium, die unterste chronostratigraphische Stufe des Eozäns, verläuft zeitlich fast parallel zu dem sogenannten Eozänen Klimaoptimum, eine von subtropischen bis tropischen Bedingungen geprägte Epoche, die vor ungefähr 49 bis 48 Millionen Jahren endete, ohne dass das Extremklima der darin eingebetteten Wärmeanomalien nochmals erreicht wurde. Danach begann ein langsamer und anfangs fast schleichender Abkühlungstrend (unter anderem bedingt durch das Azolla-Ereignis), der sich am Eozän-Oligozän-Übergang (33,9 bis 33,7 mya) erheblich beschleunigte, neben einem großen Artensterben den rapiden Abfall der atmosphärischen CO2-Konzentration verzeichnete und gleichzeitig mit der Entstehung des Antarktischen Eisschilds den Beginn des Känozoischen Eiszeitalters markierte.

## Vergleich mit der Gegenwart
Nach übereinstimmendem wissenschaftlichem Urteil war das Paläozän/Eozän-Temperaturmaximum die prägnanteste und am schnellsten auftretende natürliche Erwärmungsphase des gesamten Känozoikums, also der letzten 66 Millionen Jahre. Im Unterschied zu vergleichbaren erdgeschichtlichen Temperaturanomalien, wie jener an der Perm-Trias-Grenze, stieg während des PETM die Treibhausgas-Konzentration massiv an, ohne dass eine adäquate Freisetzung von Stickoxiden, Schwefeldioxid und Schwefelwasserstoff erfolgt wäre. Demzufolge werden in der Fachliteratur zunehmend Parallelen zur aktuellen Globalen Erwärmung gezogen, verbunden mit der Fragestellung, ob das PETM eine „Blaupause“ für die künftige Klimaentwicklung darstellt. In dem Zusammenhang äußern jedoch einige Autoren die Vermutung, dass die gegenwärtigen, sehr rasch erfolgenden Umweltveränderungen einschließlich einer möglichen Destabilisierung der Biosphäre zu einem spezifischen Klimazustand führen könnten, für den in der bekannten Erdgeschichte keine Entsprechung existiert.
Die an der Paläozän-Eozän-Grenze freigesetzte Kohlenstoffmenge wurde 2008 in der Fachliteratur auf 3.000 bis annähernd 7.000 Gigatonnen geschätzt, wobei einzelne Studien sogar ein Volumen im Bereich von 10.000 Gigatonnen veranschlagen. Dem gegenüber belaufen sich die bisherigen anthropogenen Kohlenstoff-Emissionen auf rund 645 Gigatonnen (das entspricht über 2.300 Gigatonnen CO2). In der Forschung herrscht weitgehend Einigkeit darüber, dass der Klimagasausstoß bisher im 21. Jahrhundert im Jahresdurchschnitt jenen des PETM um etwa das Zehnfache übertrifft. Entsprechend rasch wird sich auch der damit gekoppelte Klimawandel verstärken, falls die Freisetzung von Kohlenstoffdioxid beziehungsweise Methan in den nächsten Jahrzehnten nicht drastisch verringert wird. Sollte dies nicht gelingen, wird die Entwicklung mit hoher Wahrscheinlichkeit einen ähnlichen Verlauf wie vor 55,8 Millionen Jahren nehmen. Es gibt Hinweise, dass zur damaligen Zeit die meisten Treibhausgase in einem relativ frühen Stadium des Paläozän/Eozän-Temperaturmaximums freigesetzt wurden, über Jahrtausende ohne signifikanten Konzentrationsabfall in der Atmosphäre verharrten und anschließend nur sehr langsam abgebaut wurden. Diese Beobachtung korrespondiert weitgehend mit den Erkenntnissen über die aktuelle Klimaentwicklung. Bei dieser wird ab einer CO2-Konzentration von 500 ppm und darüber ein Selbstverstärkungseffekt der Temperaturzunahme im Rahmen einer längeren Warmzeit erwartet, was unter anderem zum Ausfall eines kompletten Eiszeitzyklus in rund 30.000 bis 50.000 Jahren führen würde.
Abgesehen von den kaum vergleichbaren Ökosystemen der beiden Epochen besteht ein wesentlicher Unterschied zwischen dem Beginn des PETM und der Gegenwart darin, dass die Basistemperaturen, auf denen die nachfolgende Erwärmung beruhte, relativ stark differieren. Die Durchschnittstemperatur für die eisfreie Welt des späten Paläozäns lag bei 18 °C, während der globale Wert für das 20. Jahrhundert 14 bis 15 °C betrug. Das lässt den Schluss zu, dass der anthropogen bedingte Klimawandel in absehbarer Zeit bzw. bei moderater Ressourcennutzung nicht das Extremklima des PETM erreichen wird. Allerdings dürfte das Eintreten eines möglichen „Worst-Case-Szenarios“ dennoch gravierend sein, vor allem durch den teilweise unkalkulierbaren Einfluss der Kippelemente im Erdsystem in Zusammenhang mit der Verschiebung der Klima- und Vegetationszonen sowie dem weitgehenden Abschmelzen des westantarktischen und grönländischen Eisschilds und entsprechendem Anstieg des Meeresspiegels um mehrere Dutzend Meter. Ein weiteres Gefährdungspotenzial bilden die am Meeresgrund lagernden „Vorräte“ von Methanhydrat im Umfang von über 10 Billionen Tonnen (10.000 Gigatonnen), die bei Beibehaltung des gegenwärtigen Erwärmungstrends zunehmend destabilisiert werden könnten.